# Mediolanum (toponyme)
Cet article concerne les oppida celtes. Pour le site antique de Milan, voir Mediolanum.
Pour les articles homonymes, voir Mediolanum (homonymie).
Mediolanum, forme latine du gaulois Mediolanon, fut le nom de nombreux oppida celtes, dont le plus connu est celui de Mediolanum, l’actuelle ville de Milan (Italie), alors en Gaule cisalpine.
Ce toponyme est très fréquent en France, 42 lieux ainsi nommés d'après Holder.

## Étymologie
Traditionnellement les linguistes et toponymistes attribuent à ce toponyme le sens de « [localité au] milieu de la plaine », « plaine du milieu » ou « plaine médiane », sur la base du gaulois medio- (medios) « du milieu, central », apparenté directement au vieux breton med, met et par l'indo-européen au latin medius,. Le second élément -lano- serait un mot *lanon non attesté en gaulois, mais reconstitué d'après le latin plānus « plat ».
L'historien français Henri Martin a suggéré dès le XIXe siècle que Mediolanum pouvait signifier « centre de la région », identifiant ainsi un sanctuaire « central », c'est-à-dire un lieu de culte et de nombreux chercheurs après lui considèrent cette théorie du XIXe siècle comme exacte, avec la nuance toutefois de « centre sacré ».
En effet, *lano- est absent au sens de « plaine » dans les langues celtiques insulaires, où l'on trouve en revanche un mot *lāno- > vieil irlandais lán, gallois llawn, breton leun qui signifient « plein » d'où un sens global de « plein-centre » pour le composé medio-lanon, et plus précisément au sens religieux de « centre sacré ». Il est sans doute comparable au *media-gardaz « enclos du milieu » des Germains (cf. vieux norrois miðgarð, gotique midjun-gards « monde »).
L'explication traditionnelle n'est pas pertinente non plus sur le plan topographique, car les Mediolanum sont souvent situés sur des hauteurs et excentrés.

## Exemples deMediolanum
- Châteaumeillant : Mediolanum Biturigum, oppidum des Bituriges Cubes face aux Arvernes.
- Évreux, capitale des Aulerques Éburovices et Saintes, capitale du pays des Santons, ont aussi porté ce nom : Mediolanum Aulercorum et Mediolanum Santonum.
- Le site de Montmélian, village localisé aux marges des civitates des Parisii et des Silvanectes, à cheval sur les communes de Saint-Witz (Val-d'Oise) et de Mortefontaine (département de l'Oise)[7],[8].
- Le site archéologique de La Boussière implanté au sein de la commune de Mâlain, dans le département de la Côte-d'Or (civitates des Lingons)[9].